# Mexikanisches Langohr
Für eine Fledermaus mit ähnlichem Namen, siehe Mexikanisches Langohr-Mausohr (Myotis auriculus).

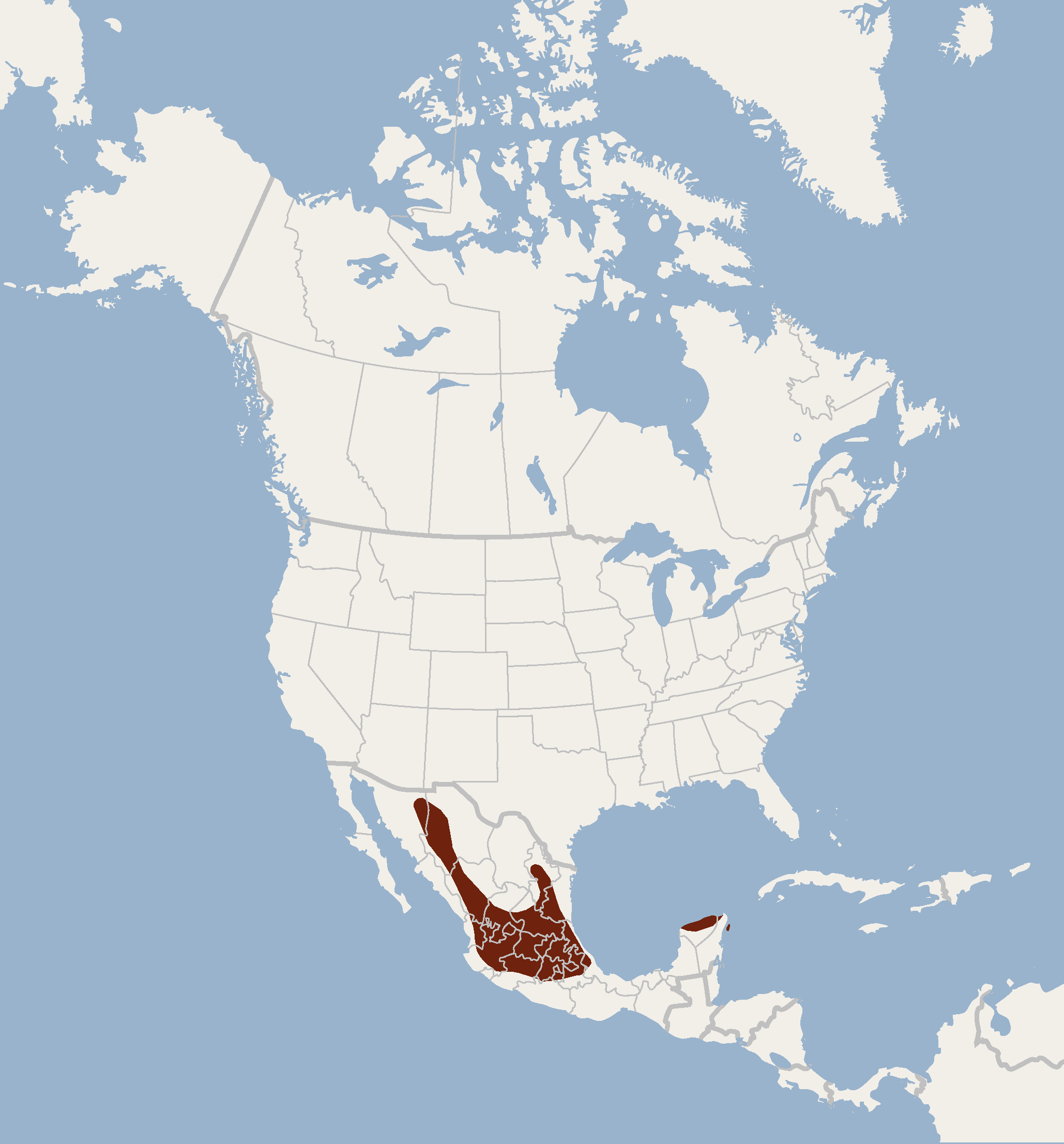
Verbreitungsgebiet des Mexikanischen Langohrs

Das Mexikanische Langohr (Corynorhinus mexicanus) ist ein mit drei disjunkten Populationen in Mexiko verbreitetes Fledertier in der Gattung der Amerikanischen Langohrfledermäuse. Verschiedene Autoren fügten die Populationen vor 1960 in das Townsend-Langohr (Corynorhinus townsendii) ein.

## Merkmale
Mit einer Gesamtlänge von 90 bis 112 mm, inklusive eines 41 bis 51 mm langen Schwanzes und einem Gewicht von 39 bis 47 g ist die Art der kleinste Gattungsvertreter. Sie hat 39 bis 47 mm lange Unterarme, Hinterfüße von 9 bis 13 mm Länge und 30 bis 36 mm lange Ohren. Männchen sind allgemein größer als Weibchen. Mit den Ohren ist der Tragus mit 13 mm Länge groß und an seiner Basis kommt eine Ausbuchtung vor. Wie bei anderen Gattungsvertretern tragen die Ohren auf der Innenseite auffällige Querrillen und Querwülste. Oberseits sind die Haare durchgängig dunkelbraun gefärbt und auf der Unterseite sind die Haare an der Wurzel dunkelbraun sowie an den Spitzen hellbraun bis cremefarben. Die Art hat mit maximal 15,9 mm Länge (an der weitesten Stelle) einen kleineren Schädel als das Townsend-Langohr. An den inneren Schneidezähnen im Oberkiefer ist ein auffälliger zweiter Höcker vorhanden.

## Verbreitung
Diese Fledermaus bewohnt die westlichen und östlichen Gebirge des nördlichen Mexikos, etwa bis zur Landesmitte, wo sich die Populationen vereinen. Die Art lebt auch im nördlichen Teil der Halbinsel Yucatán sowie auf Cozumel. Bis auf die beiden letztgenannten Tiefland-Populationen hält sich das Mexikanische Langohr vorwiegend in Gebirgen und auf Hochebenen zwischen 1500 und 3200 Meter Höhe auf. Die Tiere bewohnen Nadelwälder und Wälder, in denen Kiefern und Eichen vorherrschen. Gelegentlich werden dazwischenliegende Landschaften überflogen. So erreichen einzelne Exemplare Texas.

## Lebensweise
Das nachtaktive Mexikanische Langohr ruht am Tage in Höhlen, stillgelegten Bergwerksstollen und nicht genutzten Gebäuden. Es bildet Kolonien mit bis zu 1000 Mitgliedern, wobei die Exemplare etwas Abstand halten. Vermutlich wandern viele Tiere vor dem Winter in tiefere und südlichere Gebiete, da dort die Population in der kalten Jahreszeit zunimmt. Allgemein ruht die Art in trockeneren und wärmeren Verstecken als das Townsend-Langohr. Da die Exemplare zum Schlafen Ohren und Flügel zusammenfalten und dicht an den Körper pressen, sehen sie wie kleine Fellklumpen aus. Die Zusammensetzung der Kolonien ist von der Jahreszeit abhängig. Im Winter sind beide Geschlechter vorhanden, im Frühjahr bilden sich Junggesellengruppen und Kolonien mit Weibchen, in denen später die Nachkommen geboren werden und im Herbst ist die Anzahl der Männchen in gemischten Kolonien am größten. Die Exemplare können jederzeit einen kurzen torpiden Zustand einnehmen. Das Versteck wird bei fast völliger Dunkelheit verlassen.
Diese Fledermaus hat einen Flug mit vielen Richtungsänderungen, was für sie im Unterholz hilfreich ist. Als Beute werden kleine Schmetterlinge bevorzugt, die mit anderen Insekten komplettiert werden. Nach der Paarung im Herbst wird der männliche Samen bis zum Beginn der Trächtigkeit im Januar oder Februar im weiblichen Geschlechtstrakt aufbewahrt. Das einzelne Jungtier wird nach vier bis fünf Monaten Trächtigkeit im Mai oder Juni geboren. Das anfänglich hilflose Jungtier kann nach etwa einem Monat fliegen und beginnt etwa nach acht Wochen mit fester Nahrung.

## Gefährdung
Landschaftsveränderungen und der Verlust von Höhlen wirken sich negativ auf den Bestand aus. Dies führte, trotz einer weiten Verbreitung und dem Vorhandensein von Schutzgebieten, zu einer Populationsabnahme von schätzungsweise 20 bis 25 Prozent in den Jahren von 2008 bis 2018. Die IUCN listet das Mexikanische Langohr deshalb in der Vorwarnliste (near threatened).